# Слика регента
Слика регента представља тип групног портрета који је настао око 1600. године у Холандији и био популаран све до 19. века. На сликама регента су портретисани настојници (регенти) неке гилде, сиротишта, старачког дома или сличне установа. У формалном приказ је сродан слици стрељачке дружине то јест чланови управе су у већини случајева груписани око једног стола и демонстрирају сложеност неком фиктивном заједничком радњом. Најстарији пример слике регента потиче од Ерта Питерса у Амстердаму из 1599. године. Најзначајнији сликари ове врсте приказа били су Рембрант (Представници сукнарског еснафа из 1662. године) и Франс Халс (Регенткиње дома стараца из 1664. године).